# 유리셀 라보르데
유리셀 라보르데 두아네스(스페인어: Yurisel Laborde Duanes, 1979년 8월 18일~)는 쿠바의 유도 선수이다. 2004년 하계 올림픽 여자 하프헤비급에서 동메달을 획득했으며 세계 선수권 대회에서 금메달 2개와 은메달 2개를 획득했다.